# Distretto di Kaeng Khoi
Il distretto di Kaeng Khoi (in thailandese: แก่งคอย) è un distretto (amphoe) della Thailandia, situato nella provincia di Saraburi.